# 羅伊斯-科斯特利茨的奧古斯塔
羅伊斯-科斯特利茨的奧古斯塔（德語：Auguste Reuß zu Köstritz，1822年5月26日—1862年3月3日），梅克倫堡-施威林大公夫人，1849年至1862年在位。

## 家庭
1849年，奧古斯塔和梅克倫堡-施威林大公腓特烈·法蘭茲二世結婚，兩人共有3子1女：
1. 腓特烈·法蘭茲（1851年—1897年）
2. 保羅·腓特烈（1852年—1923年）
3. 瑪麗（1854年—1920年）
4. 約翰·阿爾布雷希特（1857年—1920年）